# Brena Torres
Brena Torres är en ort i Mexiko.   Den ligger i kommunen San Juan Mazatlán och delstaten Oaxaca, i den sydöstra delen av landet, 500 km sydost om huvudstaden Mexico City. Brena Torres ligger 170 meter över havet och antalet invånare är 208.
Terrängen runt Brena Torres är platt åt sydväst, men åt nordost är den kuperad. Runt Brena Torres är det ganska glesbefolkat, med 28 invånare per kvadratkilometer. Närmaste större samhälle är Palomares, 18,4 km sydost om Brena Torres. I omgivningarna runt Brena Torres växer huvudsakligen savannskog.